# ウェストジョーダン (ユタ州)
ウェストジョーダン（英: West Jordan）は、アメリカ合衆国ユタ州北部ソルトレイク郡の都市。ソルトレイクシティのベッドタウンである。人口は11万6961人で、ユタ州第3の規模である。ソルトレイク・バレーの南西端にあり、標高は1,320 mである。近くにあるジョーダン川に因んで名付けられており、市境は川の西岸に始まり、世界最大の露天掘りとなっているケネコット銅山があるオウカー山脈の東側丘陵まで拡がっている。
ウェストジョーダンは19世紀半ばに入植され、その地域中心に発展してきた。現在は4つの大きな小売地区があり、ジョーダン・ランディングがインターマウンテン・ウェストでは最大級の多用途計画開発地になっている。ウェストジョーダンに本社を置く会社としては、マウンテン・アメリカ・クレジット・ユニオン、リンコ・セールス・アンド・サービス、SME製鉄、サイプラス・クレジット・ユニオンがある。市内には総合病院としてジョーダン・バレーがあり、また2020年に完成したときは主キャンパスとなるべく設計されたソルトレイク・コミュニティ・カレッジのキャンパスがある。
ウェストジョーダンの目印としては、1850年に設立された「ガードナー・ビレッジ」と1916年に建設された歴史ある砂糖工場がある。また、元は「ソルトレイク第2空港」と呼ばれていたサウスバレー地域空港がある。この空港は一般用途空港であり、ユタ州兵のアパッチとブラックホークの各ヘリコプター基地にもなっている。

## 歴史
ウェストジョーダンは、1847年に預言者ブリガム・ヤングの指導でソルトレイク・バレーに入ったモルモン教徒開拓者からその名前を付けられた。これら最初のヨーロッパ系アメリカ人はこの地域を彼らのシオン、すなわち聖地と考え、その最初の開拓地ソルトレイクシティの西を流れる川を、パレスチナのヨルダン川に因んで西のジョーダン川と名付けた。この名前が後に単純化されてジョーダン川となった。中東のヨルダン川と同様に、このジョーダン川は淡水湖のユタ湖から流れ出て内陸の塩湖グレートソルト湖に流れ込んでいる。ウェストジョーダンの町は1849年頃にジョーダン川西岸に設立された。
1850年、アーチボルド・ガードナーによってこの地域では初の製材所が造られた。ガードナーは敬虔なモルモン教徒であり、その遺産を今でも見ることができる。今では歴史を感じさせる製材所と家屋は改修されて、「ガードナー・ビレッジ」と呼ばれる専門性のあるショッピング地区になっている。
初期のウェストジョーダンは主に農業、製材および鉱業に依存してその経済基盤を形成していた。ミシシッピ川より西では初の革なめし工場が1851年に建設された。
今日のウェストジョーダンはユタ州の中でも成長速度の高い都市である。その成長は1970年代に始まり、以降も続いている。1970年の人口は4,221人だったが、1980年に27,327人、1990年に42,892人、2000年に68,386人となり、2008年推計では104,447人となっていた。百貨店のシアーズは新しい店舗形態である「シアーズ・グランド」の一番店にウェストジョーダンを選び、2003年にジョーダン・ランディング・ショッピングセンターにオープンした。人口の急拡大によって学校が込み合っていることと共に交通の問題が市の主要関心事になっている。
現在の主要な建設計画としてはジョーダン・ランディングの完成、ソルトレイク・コミュニティ・カレッジの新しい主キャンパス、ジョーダン・バレー病院の拡張、およびジョーダン川東岸におけるミッドベイルの交通を重視した開発がある。市の将来計画には、マウンテンビュー回廊自動車専用道路および「ミッド・ジョーダン」UTA TRAXライトレールの建設がある。
古いウェストジョーダン中心街は、交通を重視し「ブライアーウッド」と呼ばれるものとして再開発が進められている。この計画では、メインパークの拡張、歴史博物館、砂糖工場の遊戯場への転換、屋内レクリエーションセンター、高齢者センター、およびユタ州第3地区法廷となる大きな裁判所が考慮されている。その第二段階では、廃れた商業地域を解体して6階建ての建物に変える計画がある。ここには芸能センター、大型図書館、ホテル、教育センター、会議場、小売店と事務所、ガードナー・ビレッジとジョーダン川トレイルを繋ぐ舗道、および計画されているライトレールの駅を収容する文化館が計画されている。

## 地理
ウェストジョーダンは北緯40度36分23秒 西経111度58分34秒 / 北緯40.60639度 西経111.97611度に位置する。アメリカ合衆国国勢調査局に拠れば、市域全面積は30.9平方マイル (80.0 km2)であり、全て陸地である。

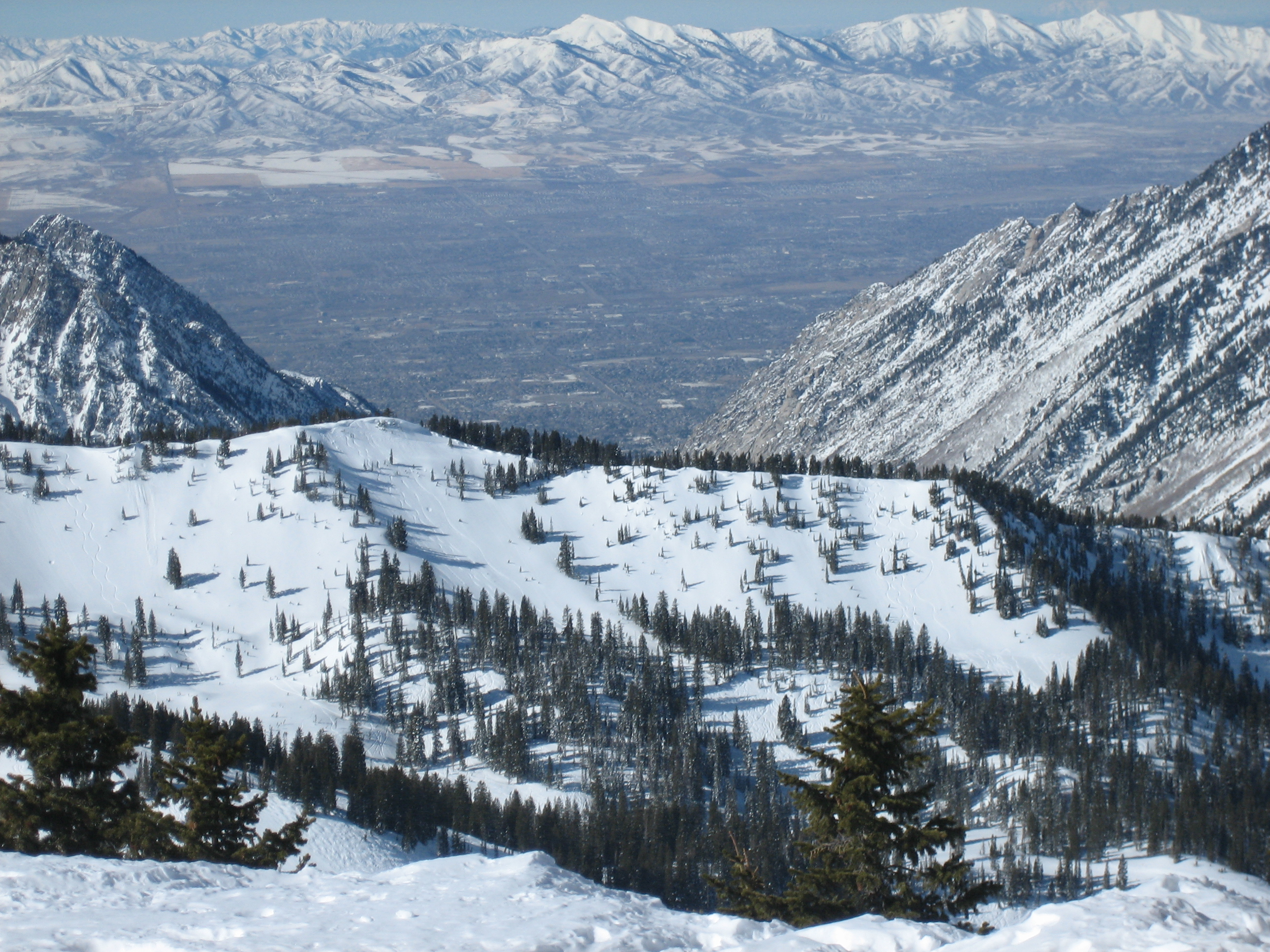
ウェストジョーダンの東にある山地から市とオウカー山脈を望む

ウェストジョーダンの西はオウカー山脈、東はジョーダン川で区切られている。西側にあるウェルビー、カッパーヒルズおよびジョーダンヒルズの地区はオウカー山脈東部斜面にそって急速に発展している。オウカー山脈の斜面を横に走る州道111号線と4800ウェスト道路の間で急速な開発が進行している。
ウェストジョーダンはソルトレイクシティ中心街から南西に約29キロメートルにある。北はテイラーズビルとカーンズ、南はサウスジョーダン、東はサンディ、マレーおよびミッドベイル、西はコッパートン、北西隅はウェストバレーシティと接している。

## 市政府
ウェストジョーダンは1941年1月10日に自治体化された。市政は市政委員会・シティマネジャー方式を採用している。市政委員会は市長1人と委員6人で構成されている。市長が委員会を主宰する。委員会はシティマネジャーを指名し、行政官として行動させる。委員会は市の政策や方向を決定する。会合は毎月第2と第4火曜日午後6時に開催される。
市長と市政委員は4年任期である。委員のうち4人は選挙区から選ばれ、2人は市全体から選出される。市長と市全体から選出される委員2人は同一の選挙で選出され、他の4委員は2年ずらして選挙される。人気は選挙後の1月1日から始まる。

## 人口動態
以下は2000年の国勢調査による人口統計データである。
| 基礎データ - 人口: 68,336人 - 世帯数: 18,897世帯 - 家族数: 16,232家族 - 人口密度: 853.9人/km2（2,211.3人/mi2） - 住居数: 19,597軒 - 住居密度: 244.9軒/km2（634.2軒/mi2） 人種別人口構成 - 白人: 88.76% - アフリカン・アメリカン: 0.64% - ネイティブ・アメリカン: 0.56% - アジア人: 2.04% - 太平洋諸島系: 0.94% - その他の人種: 4.76% - 混血: 2.31% - ヒスパニック・ラテン系: 10.07% 年齢別人口構成 - 18歳未満: 37.8% - 18-24歳: 12.2% - 25-44歳: 32.1% - 45-64歳: 14.8% - 65歳以上: 3.2% - 年齢の中央値: 25歳 - 性比（女性100人あたり男性の人口） - 総人口: 100.9 - 18歳以上: 98.8 | 世帯と家族（対世帯数） - 18歳未満の子供がいる: 57.3% - 結婚・同居している夫婦: 72.0% - 未婚・離婚・死別女性が世帯主: 10.0% - 非家族世帯: 14.1% - 単身世帯: 10.2% - 65歳以上の老人1人暮らし: 2.0% - 平均構成人数 - 世帯: 3.60人 - 家族: 3.87人 収入と家計 - 収入の中央値 - 世帯: 55,794 米ドル - 家族: 57,818米ドル - 性別 - 男性: 38,141米ドル - 女性: 26,391米ドル - 人口1人あたり収入: 17,221米ドル - 貧困線以下 - 対人口: 5.27% - 対家族数: 4.1% - 18歳未満: 6.1% - 65歳以上: 3.4% |

## 交通

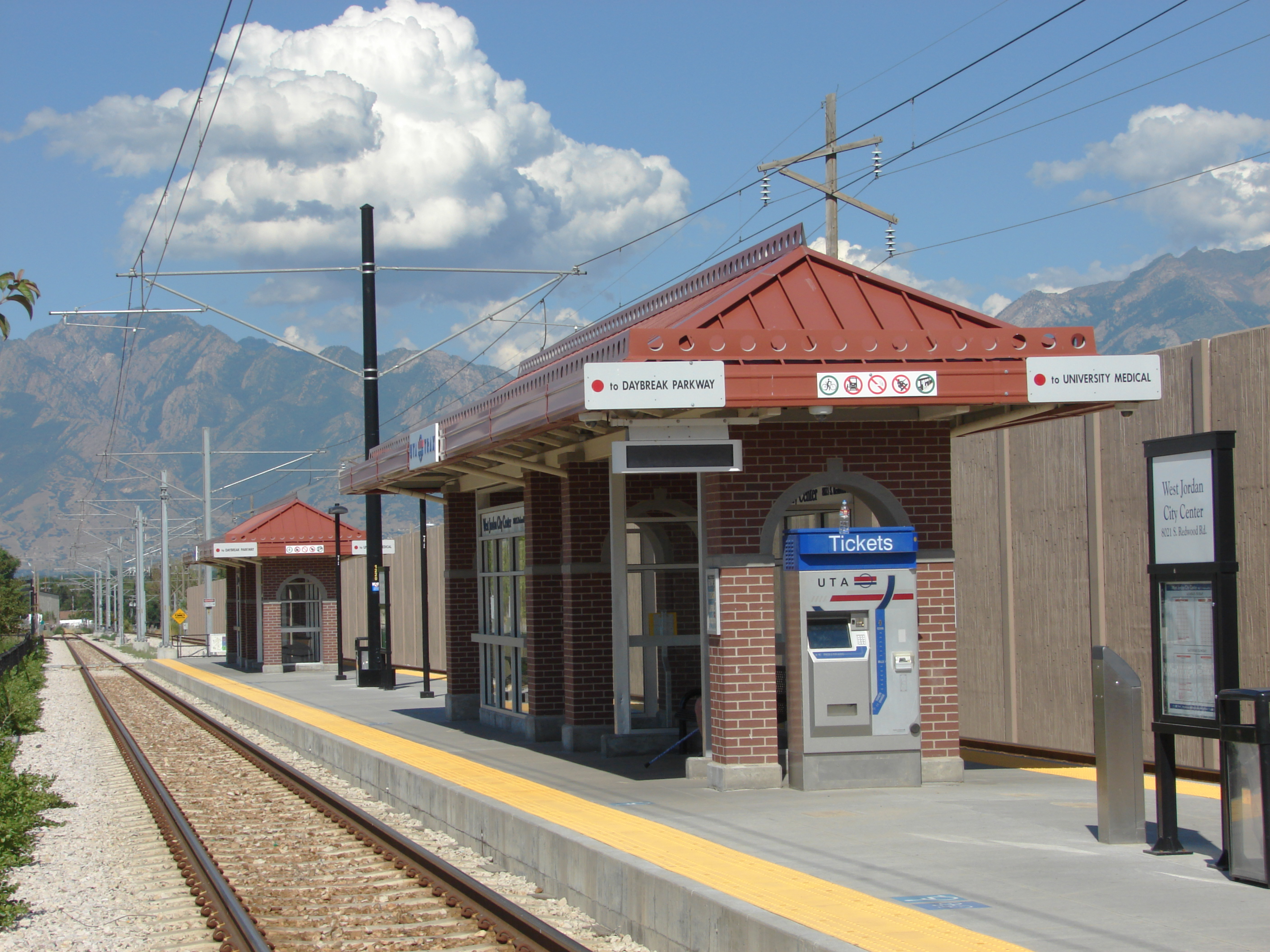
ウェストジョーダン駅

ユタ交通公社のライトレールの駅があり、通勤通学に利用されている。
12車線の自動車専用道路の州間高速道路15号線が市の東境界を南北に走っている。8車線の環状道路である州間高速道路215号線が市の北東部を走っている。6車線の自動車専用道路、バンガーター・ハイウェイ（州道154号線）は市の中心を抜け、サウスバレー地域空港とジョーダン・ランディング・ショッピングセンターの直ぐ東を通っている。市の急速な成長による交通渋滞の問題があるので、マウンテンビュー回廊に10車線の自動車専用道路が計画されており、市内に3か所の出口を持ち、5800ウェスト通りで南北に走るようになっている。この道路は現在環境影響評価が行われており、開通期限はまだ設定されていない。
ニュービンガム・ハイウェイは大半が4車線で、ミッドベイルのステート通り（アメリカ国道89号線）の7720サウス通りとして始まり、市内に入ると7800サウス通りとなり、そこから南西に向ってコッパートンで終わっている。レッドウッド道路（州道68号線）は6車線道路で、市の東部を走っている。市の最西端は2車線の州道111号線が丘陵に沿った開発地域を走っている。4800ウェスト通りと州道111号線の間の開発は急速に進行しており、州道111号線を超えて7400ウェスト通りまで広がっている。
交通は市政の主要問題であり続けている。市の急速な人口拡大によって道路とインフラの能力が追いつかなくなった。市政委員会では特に市内西部の住人が、ソルトレイクシティ中心街までの42キロメートルの距離を通勤するために1時間も掛かると不平を告げている。市長は、この町が州内でも人口密度が高いのに自動車専用道路が直接利用できないという事実について非難されている。この交通問題を緩和するために市内の道路の改良や拡張に努めている。例えば、7800サウス通りがニュービンガム・ハイウェイから分かれる所で西行きの車線を追加し、空港道路への分かれ道では左折車線を追加し、9000サウス通りは5600ウェスト通りまで全て4車線にした。

## 教育

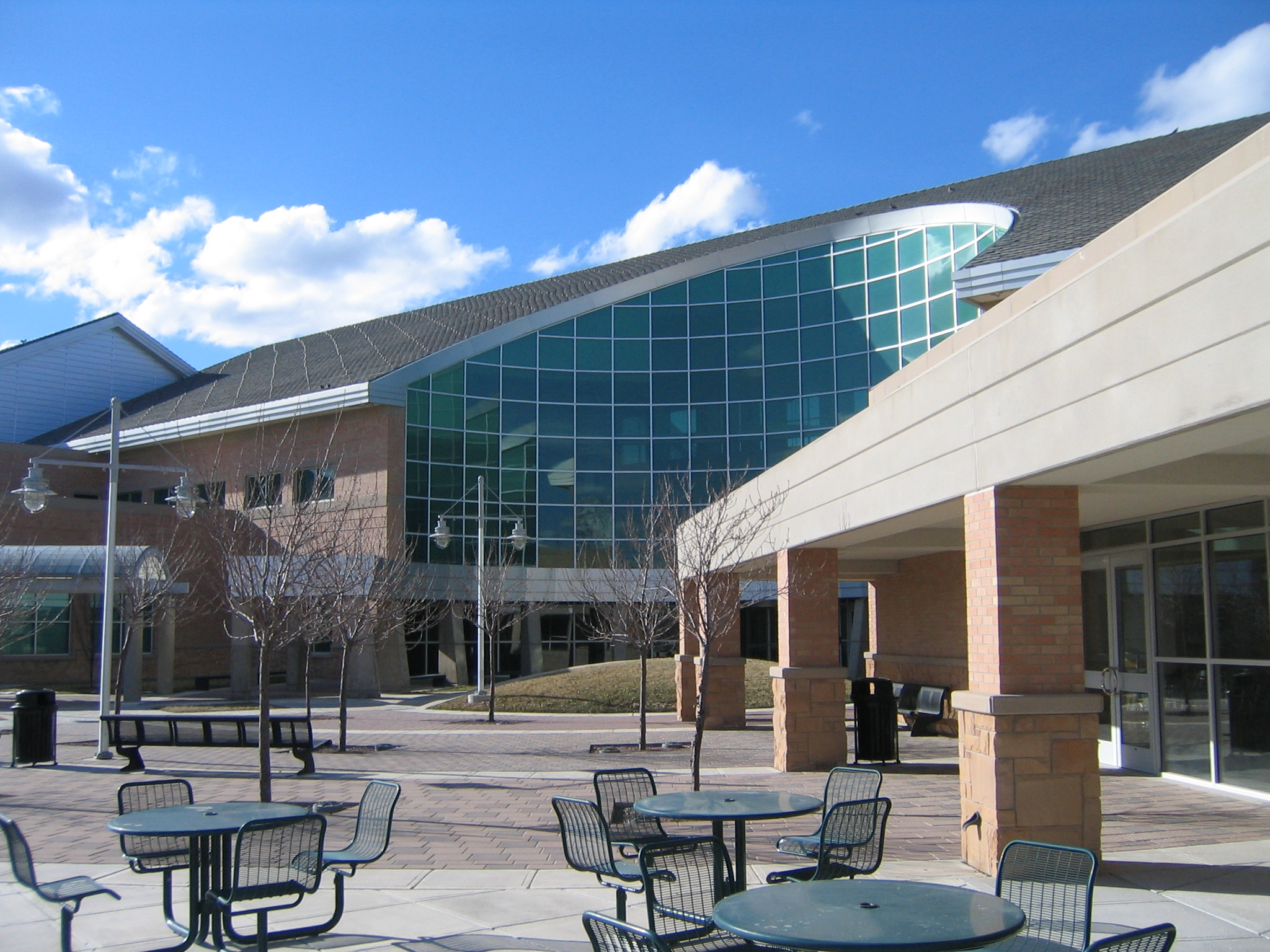
ソルトレイク・コミュニティ・カレッジ

ウェストジョーダン市の大半はジョーダン教育学区に入っているが、最近併合した市域もあるので、北西部の小さな領域はグラナイト教育学区に入っている。市内には小学校16校、中学校4校、高校2校がある。

## 著名な住人
- ワセフ・アリ・ハッサン、アメリカ海兵隊
- ジーン・フルマー、プロボクサー
- キャロリン・ジェソップ、末日聖徒イエス・キリスト原理教会の元教徒、『逃亡』という著作で自身の経験を著した。

## 大衆文化の中で
- ケーブルテレビHBOのドラマ、『Big Love』の中で、登場人物ビル・ヘンリックソンの経営する日曜大工店の1つがウェストジョーダンにある。

## 姉妹都市
- ロシア、ボトキンスク